# Scott Allie
Scott Allie est un éditeur et scénariste de bande dessinée américain. 
Il est aussi connu pour avoir sexuellement agressé plusieurs de ses collègues féminines.

## Biographie
Entré comme éditeur chez Dark Horse Comics en 1994, il y participe au développement des séries de Mike Mignola, Hellboy et BPRD. 
Nommé en 2012 editor-in-chief de la maison d'édition, il est rétrogradé executive senior editor en 2015 après diverses accusations de comportement violents et inappropriées, notamment lors du San Diego Comic-Con. Il quitte l'entreprise en septembre 2017 pour devenir éditeur et scénariste freelance. Il continue cependant à travailler pour Dark Horse et à éditer Hellboy jusqu'à ce que de nouvelles accusation, en juin 2020, conduisent Mignola et la maison d'édition à mettre fin à leur collaboration avec Allie.

## Récompense
- 1998 : Prix Eisner de la meilleure anthologie pour Hellboy Christmas Special